# رشته‌کوه بوریا
رشته‌کوه بوریا (روسی: Буреинский хребет) یک رشته‌کوه در استان خودگردان یهودی کشور روسیه است.